# Bert Sakmann
Bert Sakmann, nemški fiziolog, nobelovec, * 12. junij 1942, Stuttgart, Nemčija.
Odraščal je v kmečkem okolju v kraju Lindau ob Bodenskem jezeru na Bavarskem. Srednjo šolo je obiskoval v Stuttgartu, kjer je razvil zanimanje za fiziko. Sprva je hotel postati inženir, a je v zadnjem letniku gimnazije njegovo pozornost pritegnila kibernetika oz. možnost razlaganja bioloških sistemov v okviru inženirstva. Ker se ni mogel odločiti med fiziko in biologijo, je šel študirat medicino na Univerzo v Tübingenu. Tu se je usmeril v elektrofiziologijo, ki se mu je zdela najbližje njegovemu zanimanju. Med študijem se je izpopolnjeval na več drugih univerzah in ga končal na Univerzi v Münchnu, kamor je sledil takratni simpatiji in kasnejši ženi.
Po zaključku študija je postal doktorski študent pri Ottu Creutzfeldtu na Inštitutu Kraepelin v Münchnu, kjer se je ukvarjal z nevrofiziološkimi osnovami svetlobne adaptacije v mačjem očesu. Tu je spoznal, da mora za razumevanje kompleksnih pojavov v osrednjem živčjevju najprej razumeti mehanizme na nivoju posameznih nevronov. Zato se je udeležil poletne šole in seminarja pri Bernardu Katzu ter se pridružil laboratoriju Dieterja Luxa na Inšitutu Maxa Plancka za psihiatrijo kot asistent. Tu je spoznal Erwina Neherja, ki ga je naučil merjenja električnih tokov skozi majhna področja celične membrane. Nato je leta 1971 odšel delat v Katzov laboratorij na Univerzitetnem kolidžu v Londonu.
V Londonu so ga pritegnila odkritja o molekularnih osnovah vzdražnosti celic in pričel se je ukvarjati z molekularnimi vidiki prenosa živčnih impulzov prek sinaps. Creutzfeldt mu je kmalu ponudil vodstvo lastnega laboratorija na Inštitutu Maxa Plancka za biofizikalno kemijo v Göttingenu, zato se je vrnil v Nemčijo. Tu sta v sodelovanju z Erwinom Neherjem razvila metodo meritev tokov skozi posamezne ionske kanalčke v vzdražnih celicah. Obstoj ionskih kanalčkov sta v 1950. letih predpostavila Hodgkin in Huxley. Meritve Sakmanna in Neherja so pokazale, da je lahko tok bodisi nič, bodisi maksimalen, kar ustreza zaprtem oz. odprtem stanju kanalčka - to je bila neposredna eksperimentalna potrditev obstoja teh struktur. Prve meritve sta objavila leta 1976, v naslednjih letih pa sta tehniko še izpopolnila v sodelovanju z več podoktorskimi študenti. Opisala sta jo v temeljnem delu Single-channel Recording (1983).
V naslednjih letih je združil molekularne in elektrofiziološke tehnike v preučevanju povezave med strukturo ter funkcijo ionskih kanalčkov. S sodelavci je identificiral več tipov teh kanalčkov in njihove beljakovinske domene, ki so pomembne pri selektivnosti kanalčkov za različne ione ter odpiranju oz. zapiranju kanalčkov. Ko se je ponovno posvetil osrednjemu živčevju je preselil svoj laboratorij v Heidelberg, kjer deluje še danes.
Merjenje ionskih tokov skozi posamezne kanalčke (t. i. metoda vpete krpice membrane) se je od uveljavilo kot pomembna metoda za preučevanje procesov v vzdražnih celicah. Za dokaz obstoja kanalčkov in razvoj metode sta leta 1991 z Neherjem prejela Nobelovo nagrado za fiziologijo ali medicino in še več drugih nagrad.